# Момбецу (Хоккайдо)
44°21′23″ пн. ш. 143°21′15″ сх. д. / 44.35639° пн. ш. 143.35417° сх. д.
Момбе́цу (яп. 紋別市, もんべつし, МФА: [mombet͡su̥ ɕi̥]) — місто в Японії, в окрузі Охотськ префектури Хоккайдо. Розташоване на північному сході префектури, на березі Охотського моря, морський порт. Центр рибальства, переробки морепродуктів та молочної промисловості. Станом на 1 жовтня 2008 року площа міста становила 830,70 км². Станом на 31 березня 2017 населення міста становило 22 722 осіб.